# Enzo Boschi
Enzo Boschi (Arezzo, 27 febbraio 1942 – Bologna, 22 dicembre 2018) è stato un geofisico italiano, socio dell'Accademia Nazionale dei Lincei dal 1982 e presidente dell'Istituto Nazionale di Geofisica (in seguito divenuto Istituto nazionale di geofisica e vulcanologia) dal 1999 al 2011.

## Biografia
Laureatosi in fisica presso l'Università di Bologna, si è interessato alla geotermia, sismologia e geologia ambientale.
Dopo aver proseguito gli studi in Inghilterra (Università di Cambridge), Francia (Laboratoire des Hautes Pressions del CNRS a Parigi) e Stati Uniti d'America (California Institute of Technology di Pasadena e Università Harvard), è stato nominato professore ordinario di Sismologia all'Università di Bologna (1975).
Dal 1982 è socio dell'Accademia Nazionale dei Lincei. Dal 1983 fa parte della Sezione Sismica della Commissione "Grandi Rischi" dell'allora Ministero per il coordinamento della Protezione Civile; nello stesso anno diventa presidente dell'Istituto Nazionale di Geofisica ("ING").
Nel 1988 è stato nominato presidente della commissione per la prevenzione dai disastri naturali del Ministero dei Lavori Pubblici. Nel 1989 è stato nominato presidente del Consiglio Nazionale Geofisico ("CONAG") del Ministero per l'Università e la Ricerca Scientifica e Tecnologica. Nel 1991 è stato nominato membro del comitato nazionale italiano per il "Decennio internazionale per la riduzione dei disastri naturali". Nel 1992 è stato nominato membro dell'Accademia Europea.
Nel 1996 è stato nominato membro del consiglio d'amministrazione e vicepresidente del Centro di Cultura Scientifica Ettore Majorana. Dal 1999 è il presidente dell'Istituto Nazionale di Geofisica e Vulcanologia ("INGV"), l'ente italiano che, fra le altre attività, gestisce la rete di controllo sui fenomeni sismici e vulcanici, ed ha organizzato il monitoraggio di tutti i vulcani attivi italiani. Nel 2002 diviene fellow dell'American Association for the Advancement of Science ("AAAS").
Nel 2003 assume la presidenza del Land Subsidence Committee. Dal 2005 è Socio dell'Accademia delle Scienze dell'Istituto di Bologna, nonché componente del Collegio della Fondazione della Cassa di Risparmio in Bologna. Nel 2007 diventa socio ordinario nel Catalogo degli Accademici Incamminati. È autore di oltre 200 pubblicazioni, fra cui alcune divulgative. L'11 agosto 2011 il Ministro dell'Istruzione Maria Stella Gelmini, non potendo rinnovare ulteriormente il suo mandato, decide di sostituire Boschi alla presidenza dell'INGV dopo 12 anni (28 se si conta anche il periodo alla guida dell'ING) con Domenico Giardini, allievo dello stesso Boschi e da anni presidente del Servizio Sismico Svizzero.
Muore a Bologna il 22 dicembre 2018, all'età di 76 anni.

### Tentativo di previsione di un terremoto in Garfagnana
Nel gennaio 1985, insieme a Franco Barberi, è stato promotore della prima segnalazione di "allarme terremoto" in Italia. In base ad analisi storico-statistiche, formulò una previsione di un imminente sisma nell'area della Garfagnana. Il ministro della Protezione Civile dell'epoca, Giuseppe Zamberletti, proclamò lo stato di emergenza per dieci comuni della zona, disponendo l'evacuazione per circa centomila sfollati. La previsione non si realizzò: non si verificò nessun sisma e Zamberletti finì sotto inchiesta per procurato allarme.

### Lo scontro con Haroun Tazieff
Nel settembre 1989 fu protagonista di una dura discussione col vulcanologo francese Haroun Tazieff nel corso della trasmissione televisiva di Rai 3 "Alla ricerca dell'Arca", ove il conduttore Mino Damato aveva organizzato un dibattito in studio riguardo a una metodologia chiamata VAN che avrebbe dovuto permettere di prevedere i terremoti, ideata e sperimentata con apparente successo da geofisici greci, sostenuta da Tazieff e da costui introdotta in Francia nel 1982. Boschi ribadì seccamente il suo convincimento sull'impossibilità di prevedere i terremoti e Tazieff lo apostrofò come "assassino delle vittime dei futuri terremoti".

### Il terremoto dell'Aquila
Il 30 marzo 2009 Boschi partecipò ad una riunione della Commissione Nazionale per la Previsione e Prevenzione dei Grandi Rischi, convocata in seguito allo sciame sismico allora in corso in Abruzzo, nel corso della quale affermò che era «improbabile il rischio a breve di una forte scossa [...] pur se non si può escludere in maniera assoluta». Alcuni giorni dopo avvenne una scossa di elevata intensità che causò numerosi morti. In seguito gli esiti di quella riunione suscitarono polemiche e furono oggetto di un processo penale, concluso con l'assoluzione di Boschi.

#### La polemica con Bertolaso
Subito dopo il terremoto dell'Aquila del 2009 Guido Bertolaso ha dichiarato che «in una conferenza stampa Boschi ha stabilito che non era prevedibile alcuna situazione di terremoto più violenta di quelle che si erano registrate». Boschi in relazione a ciò ha affermato «Il fatto che io possa avere escluso forti scosse in Abruzzo è assurdo» e che dunque «qualcuno ha mentito», aggiungendo di aver mandato «all'Ufficio sismico della Protezione civile un comunicato sulla sequenza in atto che non può essere certo considerato tranquillizzante».
Boschi ha inoltre definito "del tutto irrituale" la riunione della Commissione Grandi rischi convocata da Bertolaso all'Aquila il 31 marzo, dopo una scossa di magnitudo 4, lamentando l'assenza di una discussione sulle misure da intraprendere, la conclusione prematura e l'anomala vicenda riguardante il verbale della riunione che, invece di essere compilato subito dopo l'incontro, fu invece prodotto immediatamente dopo il sisma del 6 aprile e gli venne sottoposto per la firma motivandolo con "ragioni interne" quando invece fu pubblicato sui giornali. Bertolaso ha replicato accusando Boschi di mettere in atto «un tentativo tardivo di esonero dalla propria responsabilità» e, quanto alle accuse «sulla confusione e la mendacità delle notizie diffuse dal dipartimento prima, durante e dopo il sisma», ha minacciato di ricorrere in tribunale.

#### Il processo alla Commissione Grandi Rischi
Il 2 giugno 2010 la procura dell'Aquila notifica l'avviso di chiusura indagini dall'accusa di omicidio colposo per Boschi, Franco Barberi, Bernardo De Bernardinis, Giulio Selvaggi, Gian Michele Calvi, Claudio Eva e Mauro Dolce (componenti della Commissione Nazionale per la Previsione e la Prevenzione dei Grandi Rischi), che si era riunita sei giorni prima del terremoto che colpì L'Aquila.
Questa accusa non deriva, come erroneamente riportato da alcuni organi di stampa, dal non aver previsto il terremoto o non aver fatto evacuare il capoluogo abruzzese, quanto dall'aver dato rassicurazioni infondate alla popolazione, causando la morte di chi, fuorviato da quelle indicazioni, aveva smesso di seguire le normali regole di precauzione (quali ad esempio uscire dagli edifici nelle ore successive alle forti scosse). Un sismologo arrivato a riunione iniziata ha riferito che durante la riunione stessa a suo giudizio furono fatte affermazioni non suffragate da dati scientifici e "previsioni" rassicuranti ma, sempre a suo giudizio, prive di fondamento.
Nelle settimane successive è giunta a Boschi la solidarietà dei suoi sottoposti dell'INGV. Altri scienziati, durante il processo, hanno contestato l'operato scientifico della commissione. Il professor Francesco Giovanni Maria Stoppa, che fece parte della commissione Grande rischi fino al 2003, disse: « Avrebbero dovuto dare una informazione proporzionata alle nostre conoscenze, che nel 2009 mettevano in luce una criticità all'Aquila. Nelle condizioni che c'erano 5 - 6 giorni prima del terremoto bisognava dare informazioni e questo non vuol dire prevedere i terremoti ».
Il 22 ottobre 2012 Enzo Boschi viene condannato a sei anni di reclusione, interdizione perpetua dai pubblici uffici e interdizione legale durante l'esecuzione della pena, e risarcimento fino a 450.000 euro per le vittime, assieme agli altri partecipanti alla riunione della Commissione Grandi Rischi.
L'appello, conclusosi il 10 novembre 2014, conferma l'esistenza del reato di omicidio colposo, ma condanna il solo De Bernardinis a due anni con pena sospesa. Gli altri imputati sono assolti, per non aver commesso il fatto. Nelle motivazioni "... la verifica della correttezza scientifica delle valutazioni formulate dagli imputati, da effettuarsi alla luce dei contributi tecnici in atto, conduce necessariamente alla conclusione che nessuna censura possa essere mossa sul punto agli imputati ...". Quindi gli imputati dal punto di vista scientifico hanno tenuto un comportamento corretto, mentre la condanna a De Bernardinis è imputabile essenzialmente alle dichiarazioni rilasciate nell'intervista televisiva prima della riunione.
Il 21 novembre 2015 la Cassazione conferma la sentenza di assoluzione formulata dalla Corte di Appello.

## Onorificenze e riconoscimenti
Altri riconoscimenti
- Nel 1981 gli è stato conferito il premio "A. Feltrinelli" dall'Accademia Nazionale dei Lincei.[22]
- Nel 1989 gli è stato conferito il Premio GLAXO per meriti di divulgazione scientifica.
- Nel 1991 gli è stata conferita la nomina di "Fellow of American Geophysical Union".
- Nel 1991 gli è stato conferito il Premio Universum dal Centro di Solidarietà Internazionale "Giovanni XXIII", con il conferimento del "Mercurio d'Argento" per la Geofisica.
- Nel 1997 gli è stato conferito il premio concesso dalla Società italiana di fisica nell'ambito del centenario di attività della SIF per aver contribuito allo sviluppo della cultura scientifica italiana.
- Nel 2000 gli è stato assegnato il Premio Arte, Cultura, Scienza!Anassilaos 2000" dall'Università di Reggio Calabria.

## Pubblicazioni
- Sismologia (UTET, 1999), con Michele Dragoni.